# Špýr
Špýr, německy Speyer, je historicky a kulturně významné město v jihozápadním Německu, ve spolkové zemi Porýní-Falc (Rheinland-Pfalz) na levém (západním) břehu Rýna asi 20 km jižně od Mannheimu. Má přibližně 51 tisíc obyvatel a nejznámější stavbou je románský dóm Panny Marie a sv. Štěpána. Pro české dějiny je významné, že 1. září roku 1310 se zde oženil král Jan Lucemburský s dědičkou českého trůnu Eliškou Přemyslovnou. Obřad vykonal kolínský arcibiskup Jindřich II. z Virneburgu.

## Dějiny
Místo, kde kdysi patrně vedl brod přes řeku Rýn, bylo podle nálezů osídleno nejméně pět tisíc let před n. l. Z doby kolem 1500 př. n. l. pochází slavný „Zlatý klobouk“, keltský kultovní a kalendářní předmět, nalezený asi 6 km severně od města. Někdy kolem roku 10 př. n. l. zde vznikl římský vojenský tábor, který se po roce 75 pozvolna rozvinul v římské město. Nejstarší název, Civitas Nemetum, je odvozen od germánských Nemetů, které v okolí patrně usídlil císař Augustus. Roku 346 se poprvé připomíná místní biskup. V následujících stoletích město několikrát zničili nájezdníci a počátkem 5. století zaniklo.
V 6. století se s novým germánským osídlením poprvé objevuje jméno Spira a ze 7. století pocházejí nejstarší zbytky dvou kostelů, sv. Germaina a Dómu. Od roku 946 byl Špýr biskupské město s velkými privilegii, včetně mincovního práva a cla, a město bylo ohrazeno. Roku 1024 se stal císařem Konrád II. Sálský, který pocházel z okolí Špýru a založil dynastii sálijských císařů. Roku 1027 položil základní kámen k Dómu, kde byl roku 1039 pochován, stejně jako šest jeho nástupců. V letech 1080–1106 byl Dóm přestavěn a je dnes – po zboření opatského chrámu v Cluny - opět největším zachovaným románským kostelem. Roku 1084 poskytl zdejší biskup Hutzmann azyl pronásledovaným židům, kteří se zde usídlili. Ze 13. století se ve Špýru zachovala nejstarší známá mikve. Od názvu města je odvozeno také frekventované židovské příjmení Šapira (nebo Šapiro).

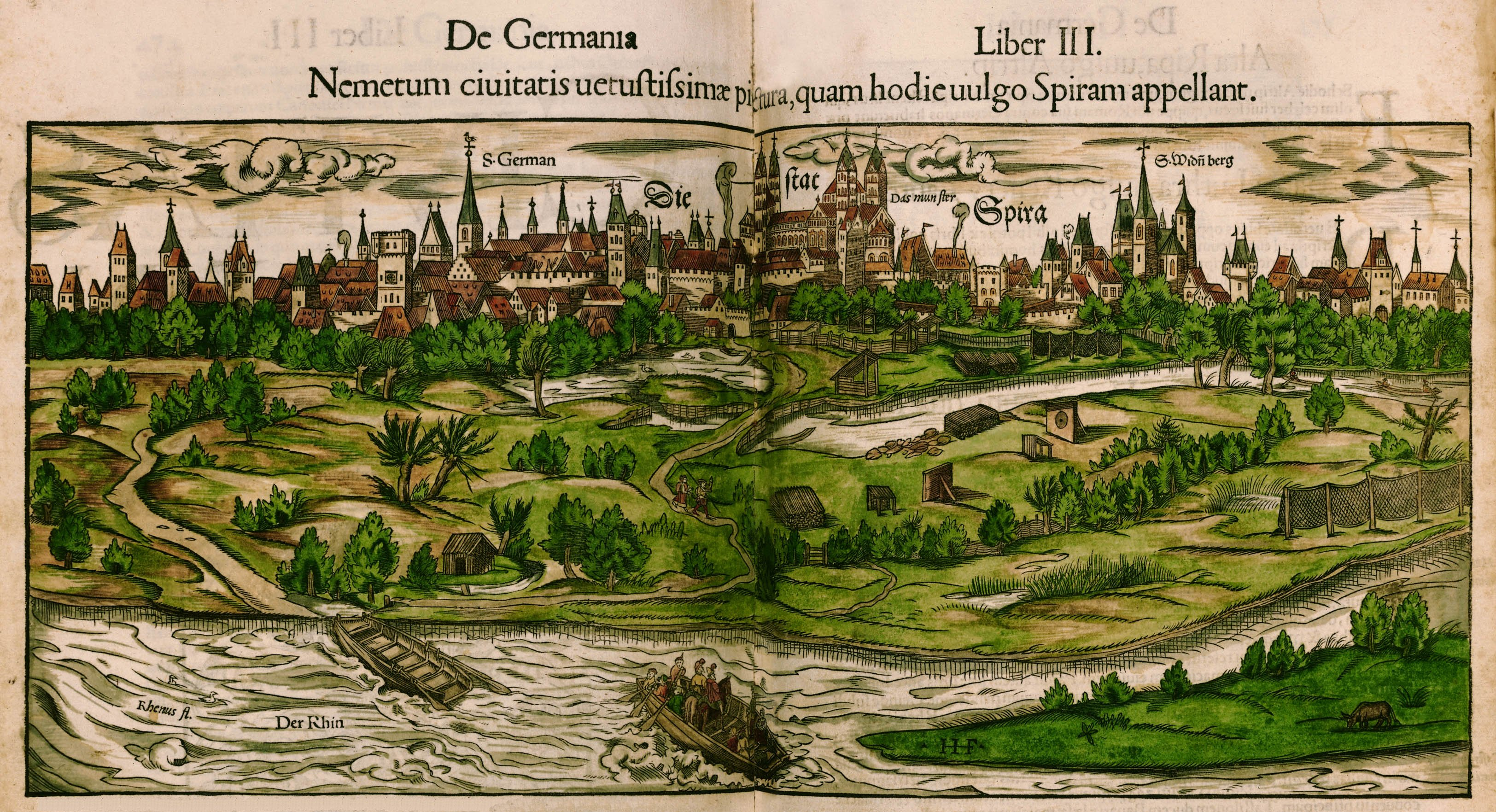
Pohled na Špýr (Seb. Münster 1550)

Od roku 1135 zde pobývali i štaufští císařové a ve 13. století byla založena řada klášterů. Koncem 13. století si bohatí měšťané vymohli na biskupovi městskou samosprávu a od roku 1349 se o moc museli dělit i s řemeslnickými cechy. Roku 1349 při pogromu za morové epidemie byla významná židovská obec téměř úplně vyvražděna a další pogromy v 15. století zničily i synagogu.
V 16. století se zde konalo pět říšských sněmů a když sněm roku 1529 potvrdil Lutherovo odsouzení, sepsali 20. dubna 1529 zástupci evangelické šlechty a měst císaři Karlu V. protestní dopis, od něhož se odvozuje označení protestant a protestantství. Roku 1540 se městská rada přiklonila k reformaci. Za třicetileté války bylo město několikrát vyrabováno, ale nejhorší katastrofu způsobilo za válek o falcké dědictví zničení města roku 1689 vojskem Ludvíka XIV. Vojáci vypálili 700 domů, Dóm a další stavby a vyhodili do vzduchu městské opevnění. Teprve o deset let později se začali vracet obyvatelé.

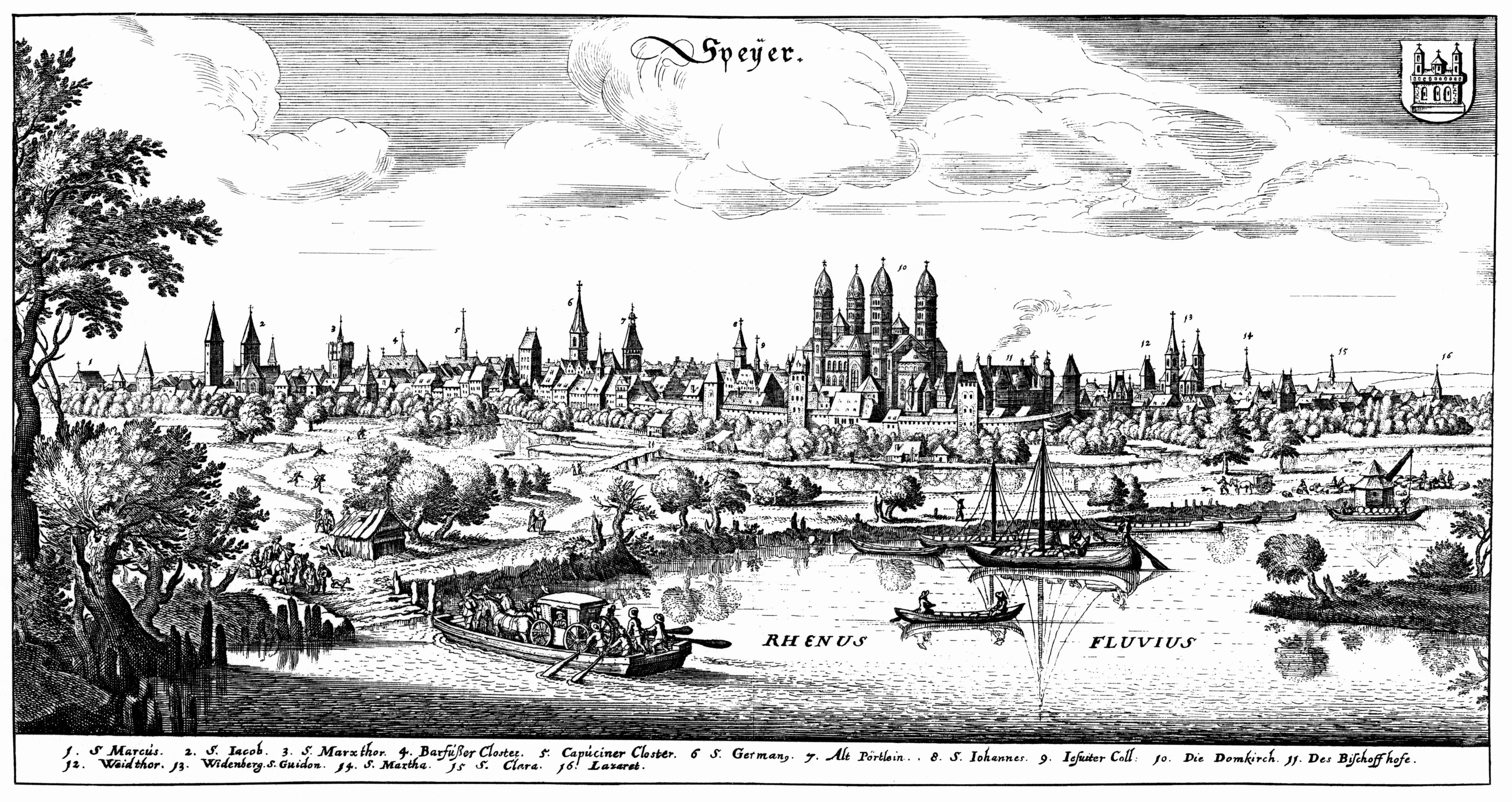
Pohled na Špýr (M. Merian 1637)

Obnovené město dobyla roku 1792 armáda republikánské Francie, která zde však nezpůsobila škody a do roku 1815 byl Špýr součástí Francie. Francouzi zde zavedli liberální politické a zejména soudní zřízení, které přetrvalo až do roku 1900. Po Napoleonově pádu připadl Špýr Bavorsku, roku 1837 byl dokončen říční přístav a roku 1847 byl Špýr napojen na železnici. Roku 1904 byla s pomocí německého císaře dokončena Gedächtniskirche, kostel na památku protestace roku 1529 s věží vysokou 105 m.
Po první světové válce obsadila levý břeh Rýna Francie a podporovala (neúspěšné) pokusy o osamostatnění Falce. Během druhé světové války byly zbořeny věže dómu a poškozeno jeho okolí, dodnes pusté. Dochovala se pouze malá část Starého města při Maxmilianstrasse. Po válce následovalo velké rozšíření moderního města s průmyslovými komplexy. Roku 1990 oslavilo město dvě tisíciletí svého trvání.

## Pamětihodnosti

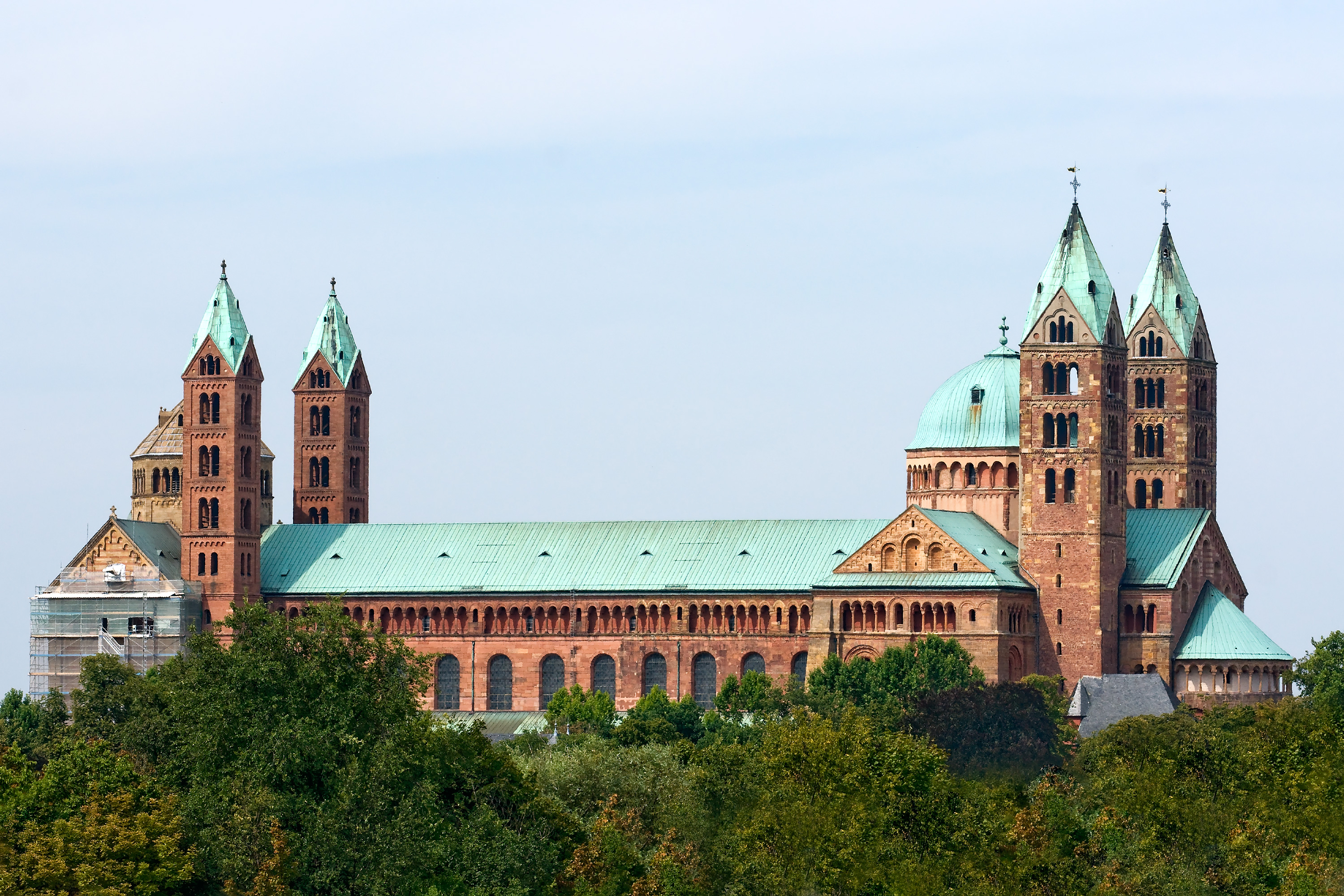
Dóm ve Špýru

- Nejvýznamnější památkou a dominantou města je dóm Panny Marie a sv. Štěpána, trojlodní románská bazilika z let 1030–1106. Je postaven z místního pískovce, je 134 m dlouhý a jeho klenba sahá do výšky 33 m. Má příčnou loď, čtyři věže a pod zvýšeným chórem kryptu z roku 1041, které patří k nejstarším částem stavby. Od zboření baziliky ve francouzském Cluny je to největší zachovaná románská stavba a dlouho patřila mezi největší kostely vůbec. Chrám byl v 17. století těžce poškozen a pak několikrát restaurován, takže zejména jeho západní průčelí je už jen rekonstrukcí.

V kryptě je pohřbena řada středověkých panovníků dynastie Salierů a Štaufů, především císař Jindřich III. a Konrád II. Jejich pohřební výbava včetně klenotů je vystavena v Historickém muzeu.
- Císařská „triumfální cesta“ (dnešní Maximilianstrasse) vede v ose dómu a měří 700 metrů; na jejím západním konci stojí hlavní městská brána (Altpörtel), založená kolem 1250 a dostavěná 1512, která jako jediná nebyla zničena roku 1689. V patře je muzeum a z ochozu je pozoruhodný výhled na město.
- Historické muzeum, dvouvěžová romantická stavba v sousedství dómu uchovává bohaté památky z období římské antiky, keltské kultury, dále dómský poklad a středověké pohřební památky císaře Jindřicha III., Konráda II. a císařovny Gisely. Návštěvnicky atraktivní jsou figury pravěkých lidí, Keltů a rekonstrukce antického pokoje.
- Technické muzeum na okraji města má zejména bohaté sbírky dopravních prostředků.

## Významní rodáci
- Thomas Lehr, německý spisovatel

## Partnerská města
- Hnězdno, Polsko
- Chartres, Francie
- Javne, Izrael
- Kursk, Rusko
- Ravenna, Itálie
- Spalding, Velká Británie